# Molnebo bruk

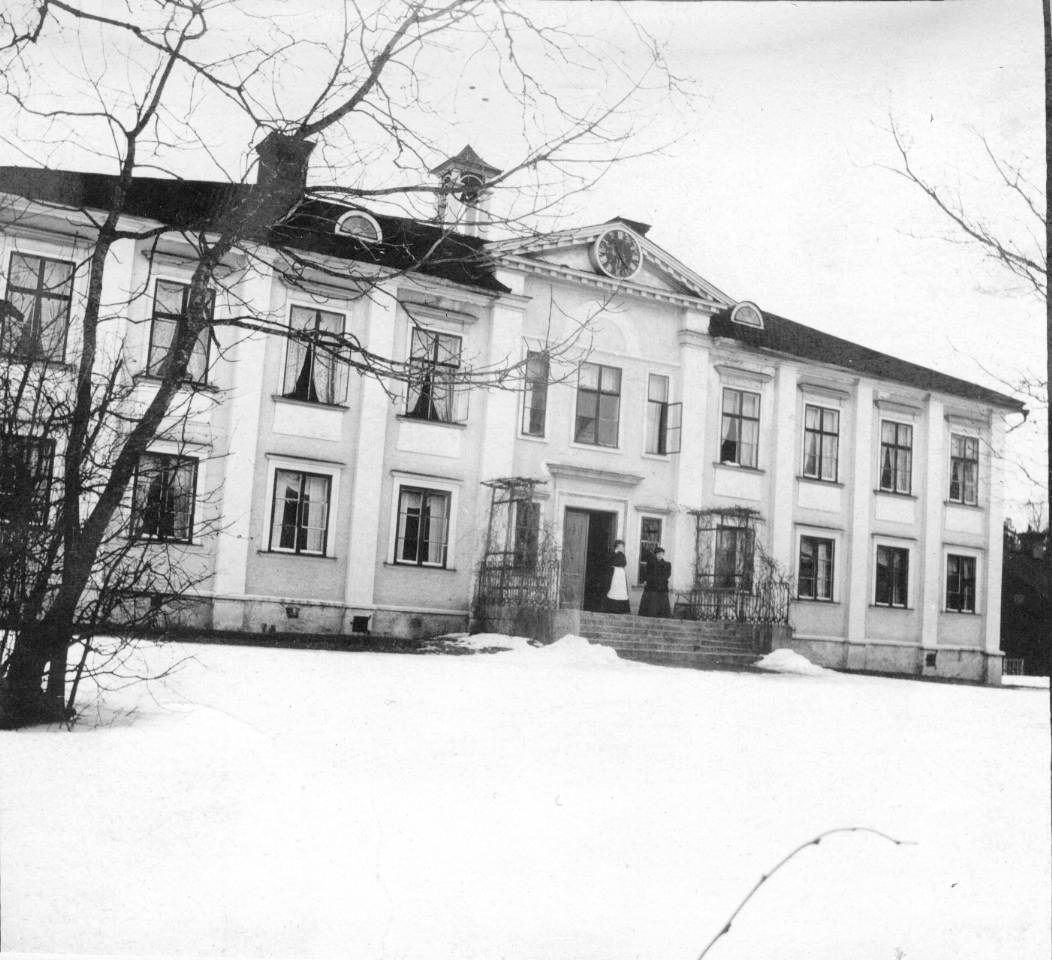
Molnebo herrgård 1911.

Molnebo bruk var ett järnbruk i Västerlövsta socken i västra Uppland. Det grundades i början av 1750-talet då baron Johan Funck köpte Molnebo säteri i avsikt att uppföra ett manufakturverk vid Örsundaån, efter utloppet från Vansjön. 

## Johan Funck
Baron Funck hade erfarenhet från järnbruk. Han övertog skötseln av Överbo masugn 1735 och fick 1736 av Bergskollegiet privilegier att anlägga en stångjärnshammare med två härdar vid Rävsjöbäcken på gården Ramsjös ägor, strax norr om dagens Morgongåva. Tillgången på vatten i Rävsjöbäcken räckte inte för den privilegierade mängden stångjärn. Molnebo låg cirka 4 kilometer norr om Ramsjö gård. För att utveckla järnbruksverksamheten behövde Funck mer vatten för att driva maskinerna. Bergskollegiet gjorde en grundlig undersökning om Funcks bruk och gav tillstånd till att anlägga ett manufakturverk i Molnebo. En stor del av beslutet låg i att mängden skog bedömdes tillräcklig för verkets behov. Platsen var nedströms den befintliga kvarnen vid Vansjöns utlopp. Funck nådde en överenskommelse med kvarnens ägare att riva den gamla kvarnen mot att ägarna skulle få mala en viss mängd säd tullfritt i Funcks egen kvarn. Den gamla kvarndammen förbättrades och verket fick tre härdar och tre hammare som drevs av varsitt vattenhjul. Två hammare användes för tillverkning av spik och hästskosöm, den tredje för tillverkning av plogbillar, yxor, liar, hackor, hästskor, gångjärn med mera. Privilegierna gällde för bearbetning av 150 skeppund (25 ton) stångjärn per år.

## Lorentz Morien & son
Johan Funck blev landshövding i Uppsala län 1762. Han överlät då bruksrörelsen och jordbruken till grosshandlare Lorentz Morien & son från Stockholm. Grosshandlare Morien hade stort intresse av och kunskap i järnhantering, skogsbruk och jordbruk. Han fick privilegier att minska mängden stångjärn från Ramsjö och öka mängden manufaktursmide i Molnebo. År 1782 erhölls privilegiet att anlägga en redskapshärd vid Ramsjö bruk. Lorentz Morien & son skötte bruken i Molnebo och Ramsjö i tjugotre år.

## George och Alexander Seton
År 1785 köptes Molnebo säteri och Ramsjö rusthåll vari ingick masugnen i Överbo. Köpare var grosshandlare George Seton på Ekolsunds slott. George Seton dog 1786 och arvet gick till hans systerson Alexander Seton, som kom att sköta bruket i elva år. År 1791 fick Alexander Seton Bergskollegiets tillstånd att flytta de två stångjärnshamrarna från Ramsjö gård till Molnebo. Redskapshärden i Ramsjö nedlades. Privilegierna för Molnebo bruk var nu 400 skeppund stångjärn (68 ton) och 150 skeppund manufaktur (25 ton). Tackjärn erhölls från Överbo masugn. Brukspatronen hade även köpt in sig till hälften av Landforsens hytta i Hästbäck. Några år senare gjorde Bergskollegiet en undersökning av tillgången till skog för kolning i trakten runt Molnebo. Därefter fick Alexander Seton tillstånd att använda malm från Norbergs gruvor och att anlägga en hytta i Molnebo uppströms den nya stångjärnssmedjan. Alexander Seton hade därmed samordnat bruksrörelsen till en plats och nu var Molnebo bruk komplett. Ramsjö bruks 60-åriga historia var därmed slut.

## Marcus Arvidsson Wester
År 1797 säljer Alexander Seton Molnebo bruk till Marcus Arvidsson Wester från Haddebo bruk i Närke. Marcus var då 24 år gammal. Molnebo hade då privilegier på att årligen tillverka 400 skeppund (68 ton) stångjärn och 700 skeppund (120 ton) restsmide  i stångjärnshamrarna samt 150 skeppund (25 ton) manufaktur i de mindre hamrarna. (Restsmide betyder att man under ett år får lov att tillverka motsvarande mängd mer jämfört med privilegiet, än den mängd som inte kunnat tillverkas under tidigare år på grund av t.ex. vattenbrist.)
Den unge brukspatronen fick nu ansvar för driften av brukets alla maskiner och hundratals anställda arbetare, torpare och bönder. Häri ingick allt från arbetsledning, fattigvård och husaga. Vattentillgången bestämde hur lång tid på våren och försommaren som hyttan och hamrarna kunde vara i gång. Under sommaren flyttades arbetarna över till jordbruk och skörd. Till hösten och vintern var det dags att fälla träd i skogen, resa kolmilor, kola, riva de färdiga milorna och medan det fortfarande var snö, transportera träkolet till kolhuset. Brukspatronen hade till sin hjälp en bruksinspektor och en mästersmed.
År 1799–1802 var den nya hyttan i Molnebo i drift. Kostnaden för att framställa tackjärn inklusive kostnaden för malm transporterad från Norberg visade sig bli för hög och hyttan fick vila i fyra år. År 1806-1807 gjordes nya försök med hyttan med lika nedslående resultat. Beslutet blev att inte driva hyttan i Molnebo utan köpa tackjärn från hyttorna i Karbenning och Rosshyttan. Därefter lämnades hyttan oanvänd. Det skulle dröja ytterligare 35 år innan den togs i drift igen.
Under de 23 år Wester var brukspatron på Molnebo varierade priserna på stångjärn mycket, beroende på omvärldsfaktorer och ökande transportkostnader. Det gällde att fora tackjärn från Karbenning och stångjärn till Västerås. Årsproduktionen av stångjärn kunde variera från 80 till 150 ton per år. Gjuteriet rustades upp och man kunde nu tillverka och sälja byggdelar till härdar (botten och väggar), trebenta grytor med mera. I bruket ingick jordbruk och skogsbruk.
Brukspatron Wester blev en föregångare för effektivisering av jordbruk i trakten med nya redskap och plogar. Han satsade på förbättringar som att röja och dika och utöka odlingsbar mark. Bruket sålde spannmål, brännvin, potatis och kål. De stora skogarna sköttes av anställda skogvaktare. Kvarnar malde mjöl och sågarna sålde plank och brädor.
Brukspatron Wester började planera och genomföra byggandet av en ståtlig herrgård, värdig en mellansvensk bruksegendom. Den blev färdig 1818, tjugoett år efter att han köpt Molnebo säteri. Herrgården var på två våningar med 18 rum, två kök, förstugor och tamburer. Det uppsattes 19 kakelugnar. Molnebo herrgårdsbyggnad är nu över 200 år och finns kvar fortfarande i dag år 2020. Wester avled år 1820, 47 år gammal.

## Gustaf Wilhelm Hedin och Jöns Casselli
Gustaf Wilhelm Hedin köpte Molnebo bruk och tillträdde 1841. Strax därefter avled den tidigare ägaren Jean Henric Bedoire. Då kom en satsning på järnbruket. Delvis berodde det på att man hittade rikhaltig järnmalm på orten. Under åren blev det förändringar i ägarskapet med flera delägare. Nya malmfyndigheter gjordes, man provbröt och analyserade lönsamheten med tanke på järnhalt och kostnader för transport.
Hyttan i Molnebo fick en ny masugnspipa och en blåsmaskin (för blästluft till masugnen) av gjutjärn installerades. Därmed erhölls bättre luftmängd jämfört med vad de äldre bälgarna levererade. Nytt bokningsverk (för krossning av malm) uppfördes. Dammar, kanaler och vattenhjul byggdes om och restaurerades. Ansenliga mängder av järnmalm och kalksten lades upp. År 1845 kom blåsningen i gång. Vattnet räckte ungefär två månader. Årsproduktionen av tackjärn år 1851 blev 292 ton. Under åren som kom ökade kunskapen om hur man skulle blanda malm från olika gruvor för att få tackjärn med olika egenskaper, anpassade för olika användningsområden, till exempel stångjärn svartsmide eller gjutgods. Nu fick man kunder bland flera kända verkstäder som Motala Mekaniska Verkstad, Bolinders gjuteri i Kallhäll och Munktells mekaniska verkstad i Eskilstuna. 
År 1842 uppsattes en till stångjärnshammare.
Masugnen och smideshärdarna behövde varje år tusentals stigar träkol (en stig var tio tunnor eller 1,5 m³). Bruket skaffade den mesta träkolen från egna skogar med egen arbetskraft. År 1845 fanns 47 fasta kolbottnar. Fler kolbottnar anlades för det ökade behovet av träkol till den nya masugnen, som kördes i gång samma år. Traditionellt sett gjordes liggmilor. De invandrade vallonerna införde typen resmilor, där virket står upp. Därmed ökade produktionen av träkol. Man köpte ständigt fler gårdar i trakten för att komma över skogar för att öka antalet kolmilor.
År 1849 köpte G. W. Hedins svåger Jöns Casselli in sig i Molnebo. Han köpte under tiden fram till 1857 upp resterande delar och ägde därmed Molnebo bruk.
År 1853 ändrades en smälthärd från tysksmide till lancashiresmide.
År 1856 släpptes stångjärnssmidet helt fritt från de hårda regleringarna.
År 1859 köptes en tio hästkrafters lokomobil från Munktells mekaniska verkstad i Eskilstuna. Därmed minskade behovet av vatten för att driva blåsmaskinen.

## Lars Bergstrand
År 1860 sålde Jöns Casselli Molnebo bruk med underlydande gårdar till ett konsortium vari ingick Lars Bergstrand som blev driftsledare. Hyttan moderniserades med en ny blåsmaskin och en 45 tons krossmaskin vid bokningsverket och en rostugn som eldades med masugnsgas. Därefter blåstes över 1 000 ton tackjärn per år. Smedjan byggdes om, de två vällugnarna byggdes om till Franche Comté-härdar, vilket minskade kolåtgången. Här införskaffades en 30 hästkrafters ångmaskin som drevs av värmen från härdarna. Den användes för att driva två nya ånghammare. Årsproduktionen stångjärn ökade till ca 200 ton. Sågarna moderniserades med nya ramsågar som drevs av en ångmaskin. Därmed ökade produktionen av sågat virke. Brukspatron Bergstrand avled 1864 endast 57 år gammal.

## Per Mårten Wetterquist
Driftledningen av Molnebo bruk övertogs 1864 av Per Mårten Wetterquist, som tidigare varit bruksinspektor vid Molnebo. Samma år utbröt en brand i hyttan och hela byggnaden brann upp. Själva masugnspipan var oskadad och tre lokomobiler och en vattenpump kunde repareras. Hyttan byggdes upp igen och var i drift året efter. Det året producerades 1 534 ton tackjärn under 8 månaders drift. Molnebo förbrukade mycket malm och var då ägare till 130 gruvor och gruvförsök.
Under slutet av 1800-talet skedde en omstrukturering av järnhanteringen som fått namnet ”bruksdöden”. I England som var den ledande industrinationen gjordes flera stora innovationer som medförde billigare produktion. De nya metoderna krävde större enheter och slog ut de mindre byhyttorna. Ett försök att få bättre ekonomi genomfördes i hyttan i Molnebo 1868. Brukspatron Wetterquist byggde om masugnen med ett nytt formbröst (partiet nedtill på masugnen där blästluften blåses in). Några år senare höjdes masugnspipan från 11,8 m till 18 m. Försöket slog inte väl ut och 1872 sänktes pipan till 12 m höjd.
År 1870 byggdes en provhytta för att tillverka koppar, bly, nickel med mera som kunde brytas i de egna gruvorna. Driften avslutades 1871.

## Molnebo Bergsbruk AB
År 1871 gjordes en rekonstruktion av ägarna och Molnebo Bergsbruk AB bildades. För att driva bruket vidare behövdes mer pengar. Tyskland hade förhandlat fram ett stort krigsskadestånd från Frankrike i fredsuppgörelsen efter det Tysk-franska kriget 1870–1871.  Delar av krigsskadeståndet var avsett för investeringar. Industrin såg sig om efter lämpliga objekt att investera i. I Schlesien fanns Vereinigte Königs- und Laurahütte AG med säte i Berlin. Expansionsmöjligheterna i Schlesien var begränsade. Sverige blev intressant. Kontakt etablerades, tyskarna blev intresserade och finansiering ordnades. Tyskarna löste ut ägarna vid Molnebo Bergsbruk, tog över ledningen och nya pengar gjorde att verksamheten kunde fortsätta under samma namn. Driftchef och teknisk ledare blev Wilhelm Richter, yngre bror till koncernchefen K.F. Richter i Tyskland. År 1872 planerade tyskarna K.F. Richter och Jacob Landau att bygga en ny stor hytta i Morgongåva, vid den planerade utbyggnaden av järnvägen Norra stambanan (numera Dalabanan) mellan Uppsala och Krylbo. Här skulle man bygga ett ångdrivet stålverk av kontinental storlek. Stålverket skulle försörjas med malm från Norberg och de många lokala gruvorna. Den nya hyttan fick namnet Kung Oscarshyttan. Högsta ledningen för företaget samlades i Molnebo herrgård.
En smalspårsjärnväg byggdes 1872-73 mellan Morgongåva och Molnebo. Från 1874 fanns ett ånglok som drog vagnarna. Det körde 4 tåg om dagen i var riktning med 4-6 vagnar. I Molnebo gick rälsen till både smedjan, ångsågen och hyttan.

## Schisshytte-Molnebo AB
Efter några år i det svenskregistrerade Molnebo Bergsbruks AB namn hade tyskarna fått ordning på behoven för driften av Oscarshyttan. Man hade köpt Schisshytte bruk och skjutit till pengar i olika omgångar. Ägarstruktur och ledningsfunktionerna för ett nytt bolag var framtagna. Då registrerades både i Sverige och Tyskland 1876 Schisshytte-Molnebo AB. Det aktiebolaget hade ända till 1882 Sveriges högsta aktiekapital.
I bruket i Molnebo fortsatte driften med stegvisa förbättringar. Investering i flera ångdrivna maskiner underlättade arbetet och möjliggjorde längre årlig drifttid. Rostugnen drevs med masugnsgas. Man hade anskaffat två kupolugnar till gjuteriet. Hammarsmedjorna var renoverade. Stångjärnssmedjan hade nu två ångdrivna och två vattenhjulsdrivna lancashirehärdar och en blåsmaskin.  Man hade ett ångdrivet sågverk med ramsåg och cirkelsåg. Ångpannan eldades med sågspån. Kopplat till sågverket fanns en ångdriven kvarn med två par stenar. Man hade en verkstad med ångdriven svarv och en klensmedja. Man drev också ett tegelbruk med två ugnar.
Malm bröts nu i en nyöppnad gruva vid Axsjön, strax söder om Morgongåva. Det var högvärdig malm, men den var svåråtkomlig för malmkroppen låg i en smal skiva snett ner i berget.
Skogsbruket och kolningen hade varit en tidig del i järnhanteringen, men från mitten av 1800-talet blev det en egen näringsgren. Efterfrågan på sågat virke ökade lavinartat. Mycket byggnadsvirke exporterades till England på grund av stor industriell expansion och för att man tidigare förbrukat sina skogstillgångar. I och med tillkomsten av järnvägen öppnades nya möjligheter till  transport av t.ex. sågat virke. De inkomster som bar upp bolaget kom från sågarna vid Molnebo. Trots att man tidvis sågade dygnet runt räckte inte detta för att bekosta drift och räntor på lån. Man prövade med att arrendera ut gårdar, men arrendatorerna lyckades inte få inkomsten från gårdarna att betala arrendet.
Vintern 1886-87 var snöfattig, det gick inte att få fram timmer till sågarna. Sågarna fick stängas ner. En stor explosion inträffade i ångpannecentralen till ett av brukets hyttor i Tyskland. Samma typ av ångpannor fanns i Oscarshyttan. År 1887 kunde man inte se någon ljusning i läget. Man beslöt att bolaget skulle upplösas och gå i likvidation. Olika delar av bolagets tillgångar såldes nu till hugade spekulanter.
Molnebo med sågverk, hytta, järnväg och skogsegendomar såldes till Kopparberg-Avesta AB. Hyttan i Molnebo kördes åter 1890-92, varefter den revs. Bolaget drev Molnebo såg till sekelskiftet.
År 1892 redovisades avvecklingsresultatet. Det kostade aktieägarna över tio miljoner kronor. Aktieägarna tog hela den ekonomiska förlusten. Inga leverantörer, kunder eller arbetare blev lidande mer än förlorade inkomstkällor. Likvidatorerna sålde Schisshytte bruk till det nybildade Aktie Bolaget Schisshyttan. 
Oscarshyttan såldes till ingenjör Heberle i Sala för 80 000 kr. Han sålde de oanvända masugnarna till Domnarvets Jernverk. Efter mitten av 1890-talet avvecklades det mesta som var kvar som skrot. 
År 1898 flyttade en ny industri, Westerås Lantbruksmaskiner, in i de tomma lokalerna.

## Bildgalleri

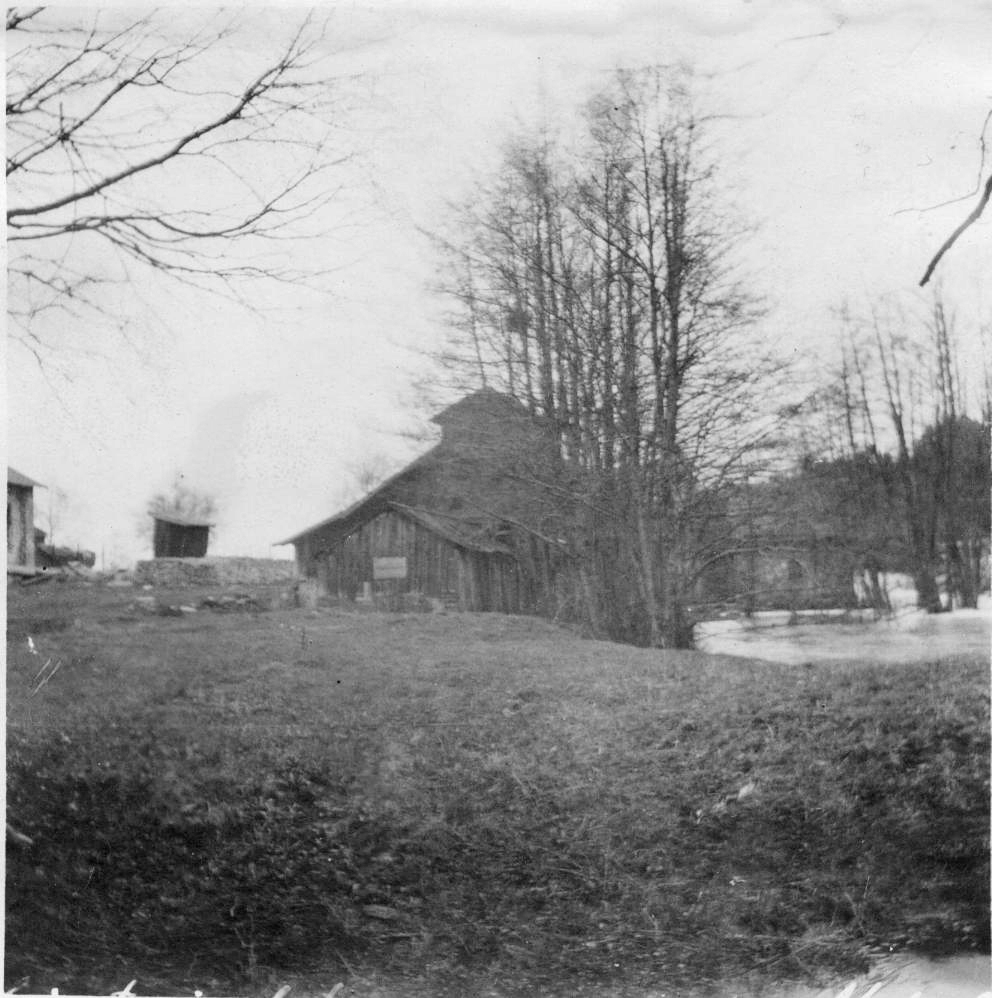
Hammarsmedjan vid Örsundaån.
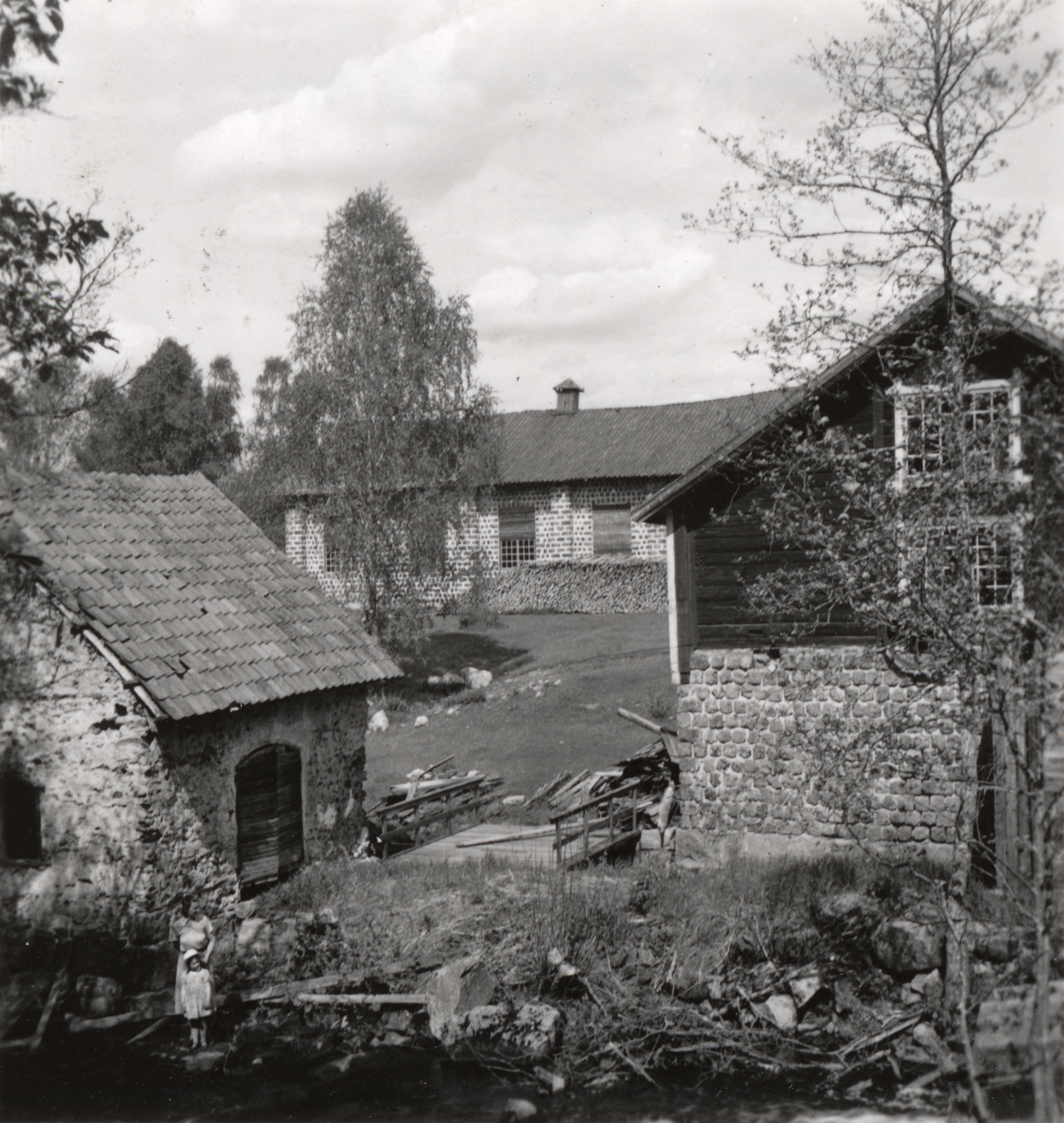
Gjuteribyggnaden längst bort, gammal smedja vid åkanten av Örsundaån.
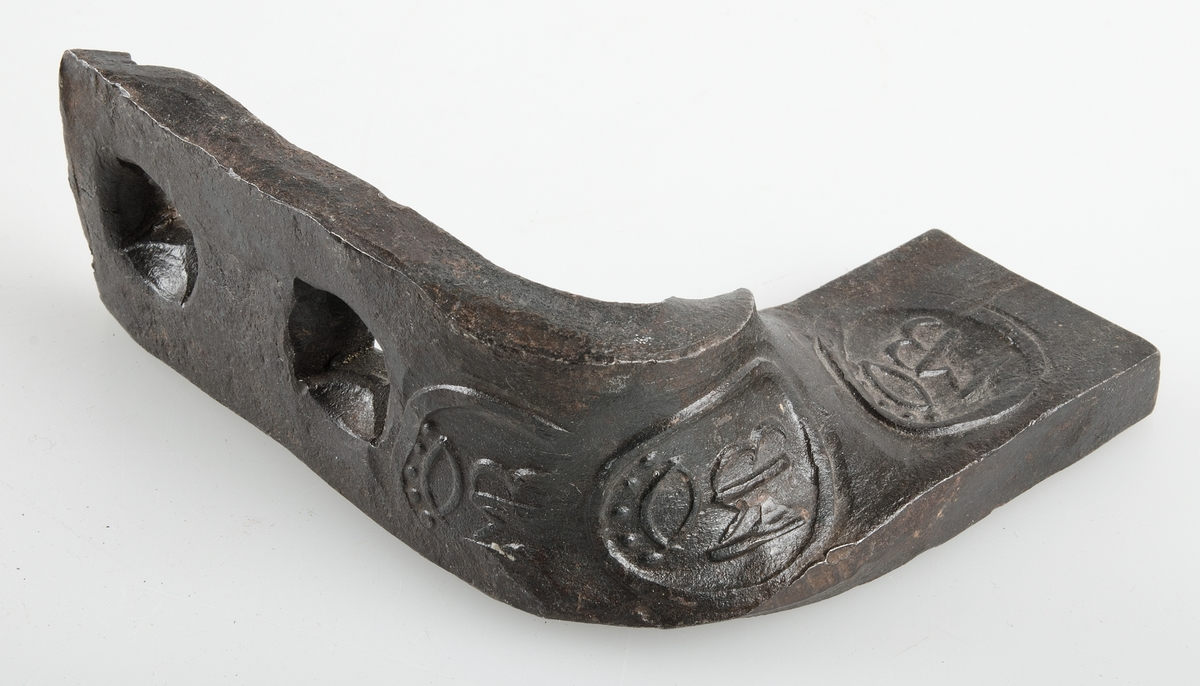
Järnstycke använt i byggnad, stämplat Molnebo bruk.